# Błażej Podleśny
Błażej Podleśny (ur. 13 września 1995) – polski siatkarz, grający na pozycji rozgrywającego. 

## Sukcesy klubowe

### młodzieżowe
Ogólnopolska Olimpiada Młodzieży:
- 2011[4]

Mistrzostwa Polski Juniorów:
- 2014

### seniorskie
Liga czeska:
- 2019

Puchar Austrii:
- 2021

Liga austriacka:
- 2021, 2022[5]

MEVZA - Liga środkowoeuropejska:
- 2022[6]

Liga szwajcarska:
- 2023[7]

Puchar Izraela:
- 2025[8]

Liga izraelska:
- 2025[9]

## Nagrody indywidualne
- 2021: MVP Pucharu Austrii